# Anmitsu

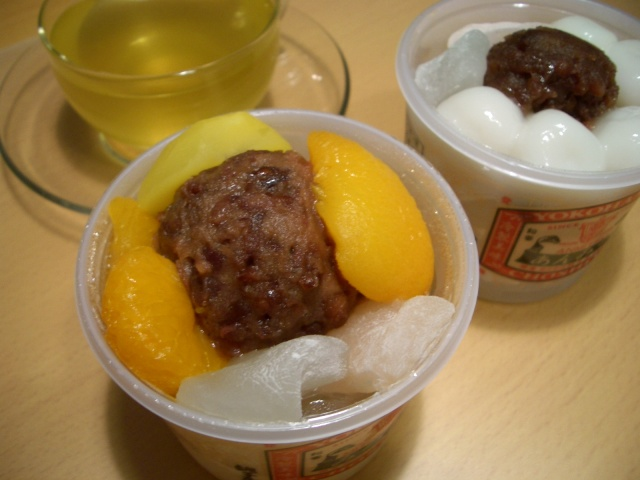
Anmitsu.

Anmitsu (japanska: 餡蜜) är en populär japansk sötsak gjord på agargelé, kokta ärtor, söt azukibönpasta (an), mochi, persikohalvor, sockerlag (mitsu) och is, serverad i en skål. Eftersom den serveras kall och främst under sommaren fyller anmitsu en roll motsvarande glass i Europa, men kan också blandas med gräddglass, mjukglass eller grädde, alternativt en fruktsallad eller söt mochi. Sockerlagen görs helst på muscovadosocker. Rätten uppfanns 1930 på ett konditori i Ginza men finns idag över hela landet. Särskilt berömd är anmitsu från Asakusa, Ueno, Kyoto och Kamakura.